# Esquila de oveja

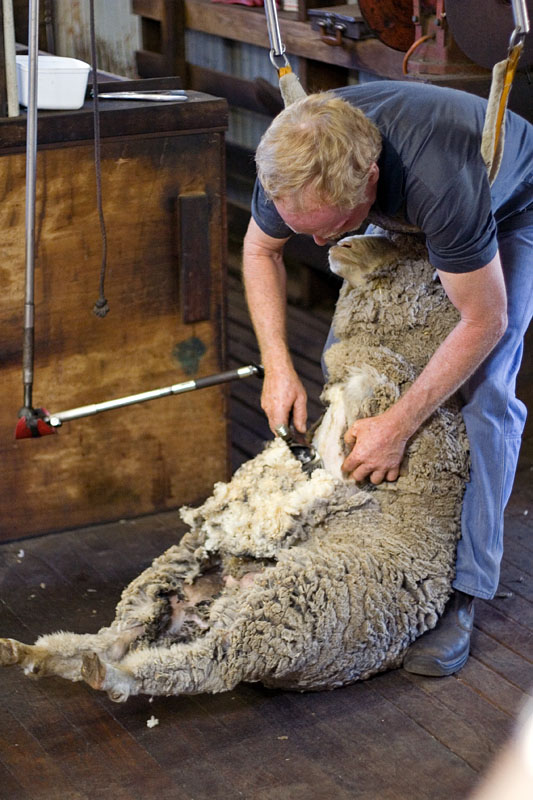
Esquila con máquina de una oveja de raza Merino, Australia Occidental. El esquilador utiliza un soporte tipo eslinga para su espalda.

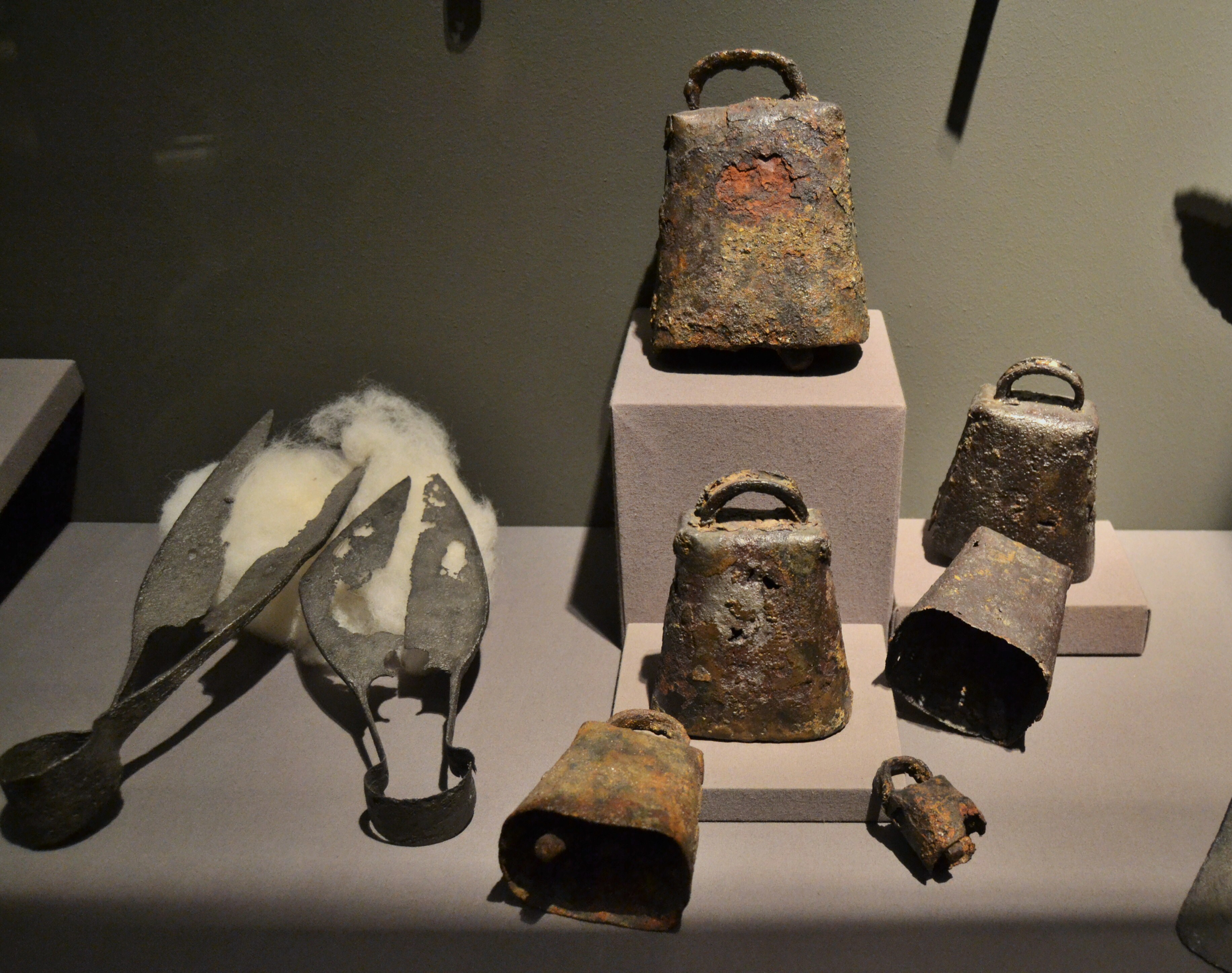
Tijeras de esquila y cencerros c.250AD España

Se denomina esquileo o esquila de oveja al proceso mediante el cual se corta el vellón de lana de una oveja. La persona que quita la lana de la oveja es llamado esquilador. Por lo general cada oveja adulta es esquilada todos los años. La esquila anual por lo general se realiza en un galpón de esquila, un espacio especialmente diseñado para procesar a menudo cientos y a veces hasta más de 3000 ovejas por día.
Las ovejas son esquiladas en todas las estaciones, dependiendo del clima, los requisitos de manejo y la disponibilidad de un clasificador y esquiladores de lana. Las ovejas normalmente se esquilan antes del parto en los meses más cálidos, pero generalmente se considera el bienestar de los corderos al no esquilar durante los inviernos de clima frío. Sin embargo, en las regiones altas del país, la esquila previa al cordero alienta a las ovejas a buscar refugio entre las laderas para que los corderos recién nacidos no estén completamente expuestos a los elementos. Las ovejas esquiladas toleran bien las heladas, pero las ovejas jóvenes sufrirán especialmente en climas fríos y ventosos (incluso en veranos fríos). En este caso, se mudan durante varias noches hasta que el clima se aclare. Algunas ovejas también pueden ser esquiladas con peinetas, comúnmente conocidas como peines de cobertura, que dejan más lana en el animal en los meses más fríos, lo que brinda una mayor protección.
La esquila de ovejas también se considera un deporte con competencias en todo el mundo. A menudo se realiza entre primavera y verano.

## Historia

### Mesopotamia
Hay noticias del esquileo de ovejas en la dinastía III de la ciudad de Ur (2111-2003 a. C.), que controlaba la zona baja de Mesopotamia. Durante el reinado de Shulgi, la ciudad de Puzrish-Dagan albergaba un centro de distribución de ganado que se repartía a diferentes templos, especialmente en Nippur. El ganado procedía de impuestos cobrados a las distintas ciudades dependientes de la dinastía III de Ur. Las ovejas eran contabilizadas en tablillas de arcilla grabadas en escritura cuneiforme, y se esquilaban en primavera. Inicialmente, se arrancaba la lana, cuando ésta era fácil de desprender.

### Creta en la edad de bronce

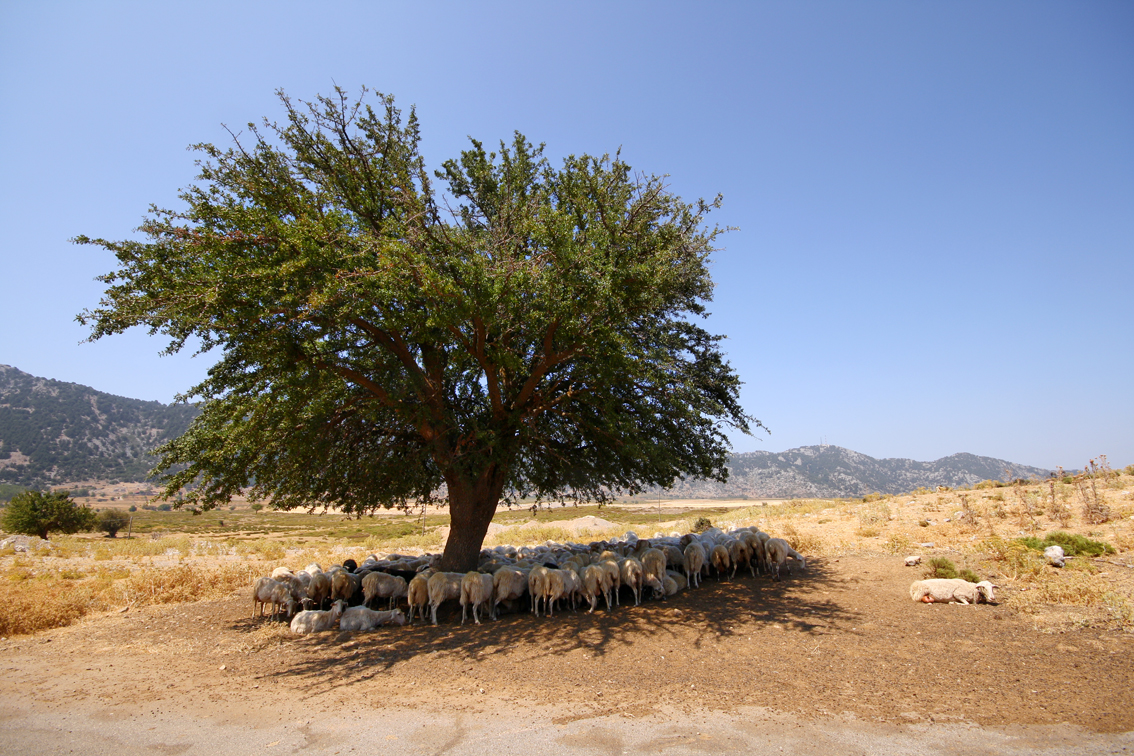
Ovejas en la Creta moderna.

La ciudad más antigua de Europa, Cnosos, obtuvo su riqueza de la industria de la lana de oveja. El grupo más grande de tabletas Lineal B es un gran archivo principalmente de registros de esquila, aunque también de cría de ovejas.
El comercio de lana inglés medieval fue uno de los factores más importantes de la economía inglesa. La principal esquila de ovejas era un evento anual de verano (junio) en la Inglaterra medieval que culminaba con la fiesta de la esquila de ovejas. Siempre había sido una práctica convencional lavar ovejas.

### Lanas finas de Australia
En Australia, hasta la década de 1870, los ocupantes ilegales lavaban sus ovejas en los arroyos cercanos antes de esquilarlas. Posteriormente se construyeron costosas instalaciones de agua caliente en algunas de las estaciones más grandes para el lavado. Los ganaderos australianos se vieron influidos por la práctica española de lavar su lana muy fina después de la esquila. Había tres razones principales para la costumbre en Australia:
1. Los fabricantes ingleses exigieron que los laneros australianos proporcionaran sus vellones libres de materia vegetal excesiva, rebabas, tierra, etc. para que pudieran procesarse de la misma manera que cualquier otra lana cruda.
2. Los vellones sucios eran difíciles de cortar y exigían que las tijeras de hoja de metal se afilaran con más frecuencia.
3. La lana en Australia era transportada por equipos de bueyes o caballos y cargada por peso. La lana lavada era más ligera y no costaba tanto transportar.

La práctica de lavar la lana en lugar de las ovejas evolucionó del hecho de que se podía usar agua más caliente para lavar la lana que la que se usaba para lavar las ovejas. Cuando la práctica de vender lana en la grasa se produjo en la década de 1890, el lavado de lana se volvió obsoleto.
Australia y Nueva Zelanda tuvieron que descartar los viejos métodos de recolección de lana y desarrollar sistemas más eficientes para hacer frente al gran número de ovejas involucradas. La esquila se revolucionó con la invención de un ganadero australiano, Frederick York Wolseley. Sus máquinas fabricadas en Birmingham, Inglaterra, por su empresa Compañía Wolseley de Máquinas Esquiladoras se introdujeron después de 1888, lo que redujo los segundos cortes y el tiempo de corte. Para 1915, la mayoría de los grandes galpones para ovejas en Australia habían instalado máquinas, impulsadas por vapor o más tarde por motores de combustión interna.
Las mesas de esquila se inventaron en la década de 1950 y no han resultado populares, aunque algunas todavía se usan para muletas.
En los Estados Unidos, la escasez mundial de esquiladores se está convirtiendo en un problema para aquellos que desean expandir la producción de lana. Con el número de ovejas disminuyendo en ese país, ha decrecido el interés en convertirse en un esquilador calificado. La importación de mano de obra durante la temporada baja de Australia también se ha vuelto problemática debido a los retrasos en la obtención de la visa de trabajo y porque el número de esquiladores es limitado en todo el mundo.

## Esquila moderna en Australia

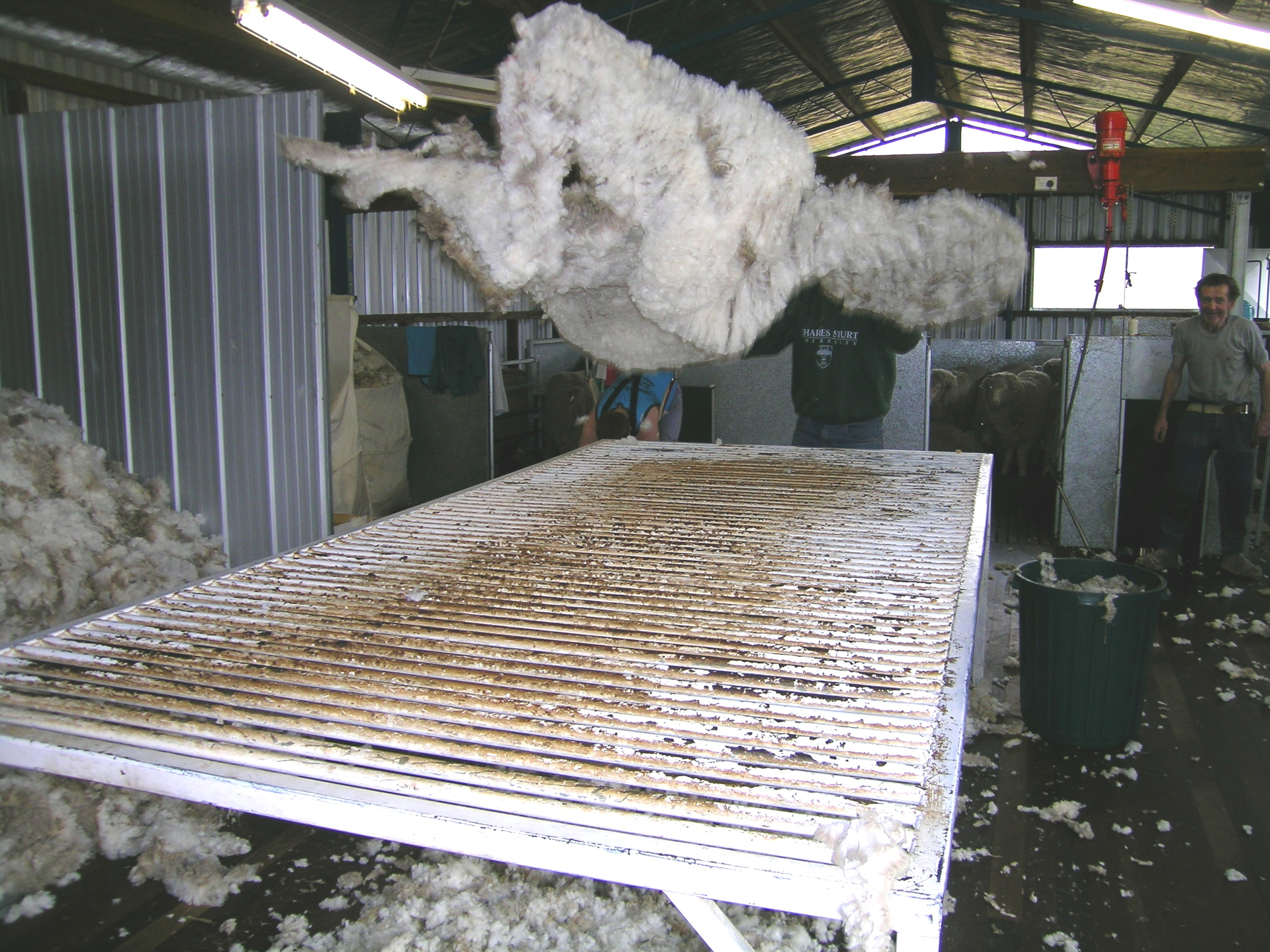
Arrojando un vellón en una mesa de lana, para limpiarlo, enrollarlo y clasificar la lana.

En la actualidad, se reúnen, inspeccionan y posiblemente tratan grandes rebaños de ovejas para detectar parásitos como los piojos antes de  comenzar la esquila. Luego las ovejas son esquiladas por equipos profesionales de esquila que trabajan ocho horas al día, la mayoría de las veces en primavera, mediante esquila mecánica. Estos equipos de contrato consisten en esquiladores, ayudantes y un cocinero (en las áreas más aisladas). Sus horas de trabajo y salarios están regulados por premios de la industria. Una jornada laboral comienza a las 7:30 a. m. y la jornada se divide en cuatro "corridas" de dos horas cada una. Los descansos "smoko" son de media hora cada uno y se toma un descanso para el almuerzo al mediodía durante una hora. A la mayoría de los esquiladores se les paga a destajo por oveja. Los esquiladores que "cuentan" más de 200 ovejas por día se conocen como "esquiladores de armas". La esquila en masa típica de ovejas en la actualidad sigue un flujo de trabajo bien definido:
- quitar la lana
- arrojar el vellón sobre la mesa de lana
- retocar, enrollar y clasificar el vellón
- colocar el vellón  en el contenedor de lana apropiado
- prensar y almacenar la lana hasta que sea transportada.

En 1984, Australia se convirtió en el último país del mundo en permitir el uso de peines anchos, debido a las normas anteriores del Sindicato de Trabajadores de Australia. Aunque alguna vez fueron raros en los cobertizos, las mujeres ahora toman un papel importante en la industria de la esquila trabajando como prensadoras, enrolladoras de lana, despeinadoras, clasificadoras de lana y esquiladoras.

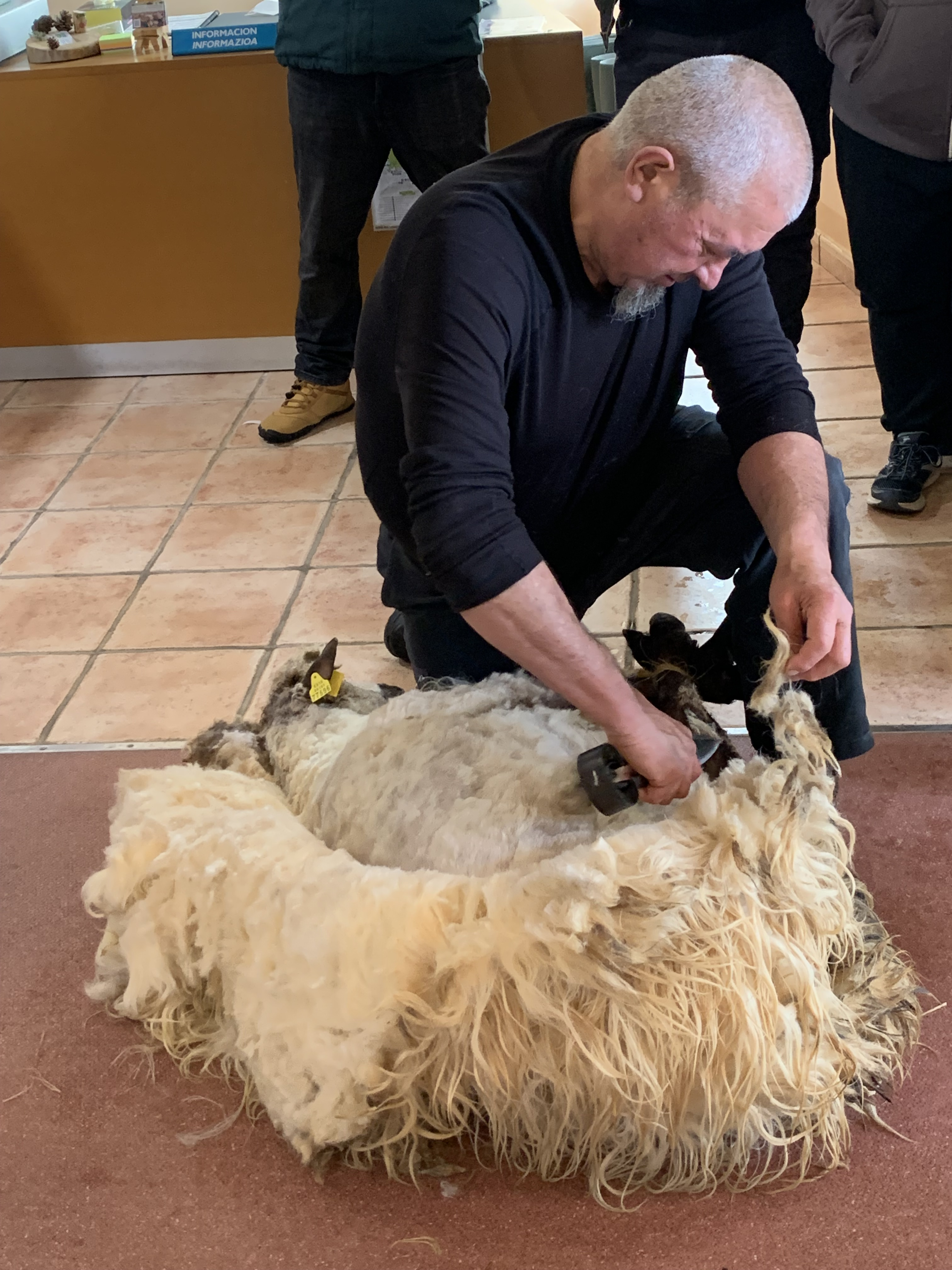
Demostración de esquilado manual de una oveja latxa en el Parque del Gorbeia

### Corte de la lana
Una oveja es capturada por el esquilador, del corral de captura, y llevada a su "puesto" en la tabla de esquila. Se corta con una herramienta de mano mecánica. La lana se quita siguiendo un conjunto eficiente de movimientos, ideado por Godfrey Bowen alrededor de 1950 (la Técnica Bowen) o el método Tally-Hi desarrollado en 1963 y promovido por la Australian Wool Corporation. Las ovejas luchan menos con el método Tally-Hi, lo que reduce la tensión del esquilador y se ahorra unos 30 segundos en la esquila de cada una.

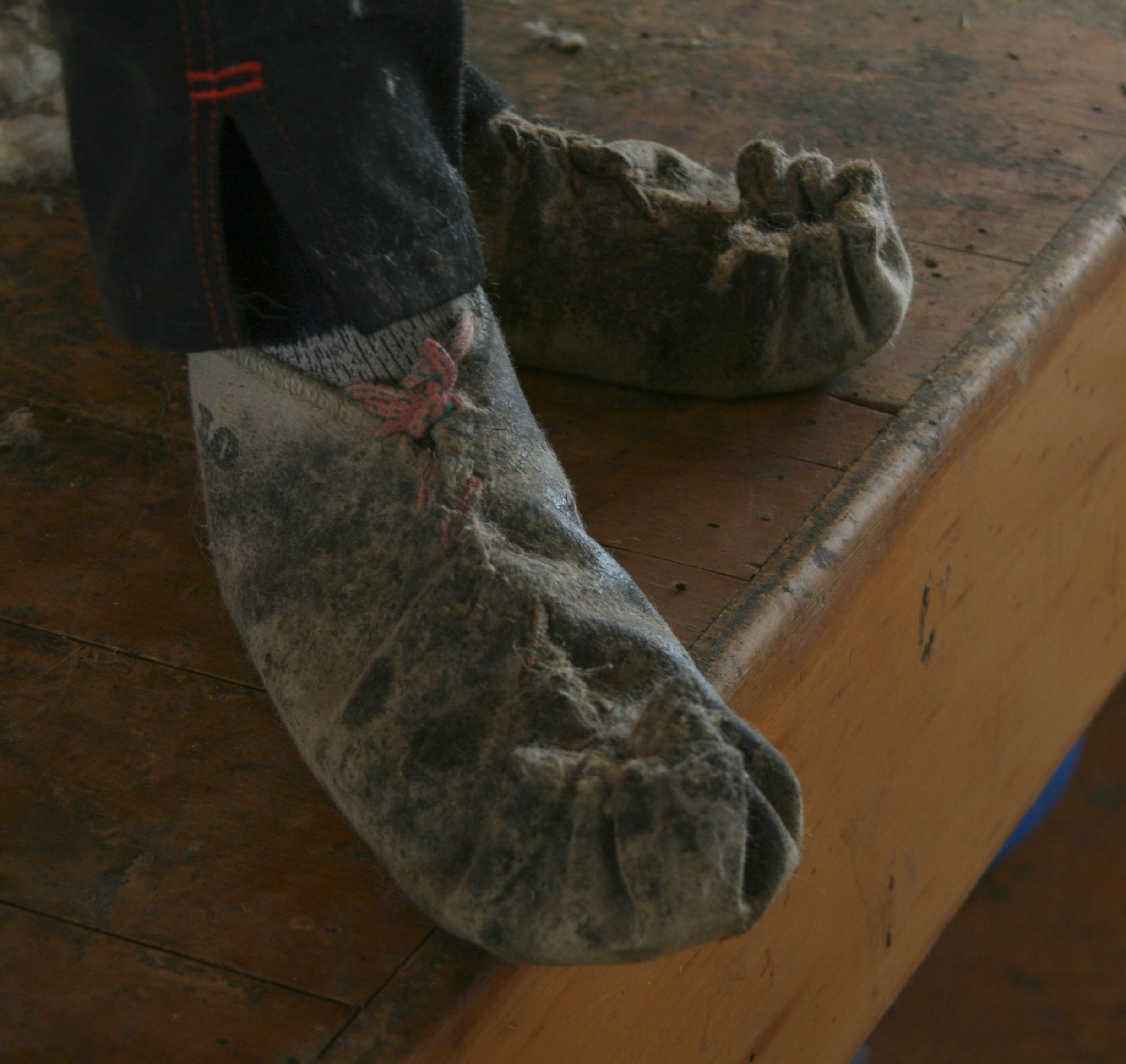
Los esquiladores usan mocasines para protegerse los pies, afirmarse bien al piso de madera y absorber el sudor.

El esquilador comienza quitando la lana del vientre, que se separa del vellón principal por un corte, mientras que la oveja todavía está siendo esquilada. Un esquilador profesional típicamente quita un vellón, sin marcar o cortar significativamente la oveja, en dos o tres minutos, dependiendo del tamaño y condición de la oveja, menos de dos minutos en una esquila competitiva de élite. La oveja esquilada se suelta y se retira del sector a través de una rampa en el suelo o en una pared, a un corral de conteo exterior.
La CSIRO en Australia ha desarrollado un método no mecánico para esquilar ovejas utilizando una proteína inyectada que crea una ruptura natural en las fibras de lana. Después de colocar una red de retención para encerrar la lana, se inyecta la proteína a las ovejas. Cuando se retira la red después de una semana, el vellón se separa y se retira a mano. En algunas razas ocurre un proceso similar de forma natural.

### Terminado del vellón
Una vez que se ha quitado todo el vellón de la oveja, el vellón se arroja, con el lado limpio hacia abajo, sobre la denominada "mesa de lana" en un sector del galpón (comúnmente conocido en los cobertizos de Nueva Zelanda y Australia como rouseabout o rousie). El tablero de la mesa de lana consta de listones separados aproximadamente 12 cm. Esto permite que los trozos cortos de lana, las cerraduras y otros desechos se acumulen debajo de la mesa por separado del vellón. A continuación, el vellón es bordeado por uno o más rodillos de lana para eliminar los fribas de sudor y otras partes menos deseables del vellón. Las piezas extraídas consisten en gran parte en lana más corta, sin semillas, con rebabas o polvorienta, que sigue siendo útil en la industria. Como tales, se colocan en contenedores separados y se venden junto con lana de vellón. Otros elementos retirados del vellón sobre la mesa, como heces, fragmentos de piel o ramitas y hojas, se desechan a poca distancia de la mesa de lana para no contaminar la lana y el vellón.
Después del rodapié del vellón, se pliega, enrolla y examina su calidad en un proceso conocido como clasificación de lanas, que es realizado por un clasificador de lanas registrado y calificado. Según su tipo, el vellón se coloca en el contenedor de lana correspondiente listo para ser prensado (comprimido mecánicamente) cuando hay suficiente lana para hacer un fardo de lana.

### Cuerda
En algunas ovejas primitivas (por ejemplo, en muchas Shetland), hay una interrupción natural en el crecimiento de la lana en primavera. A fines de la primavera, esto hace que el vellón comience a desprenderse del cuerpo, y luego se puede quitar a mano sin necesidad de cortar, esto se conoce como cuerda. Las ovejas individuales pueden llegar a esta etapa en momentos ligeramente diferentes.

## Dispositivos de corte

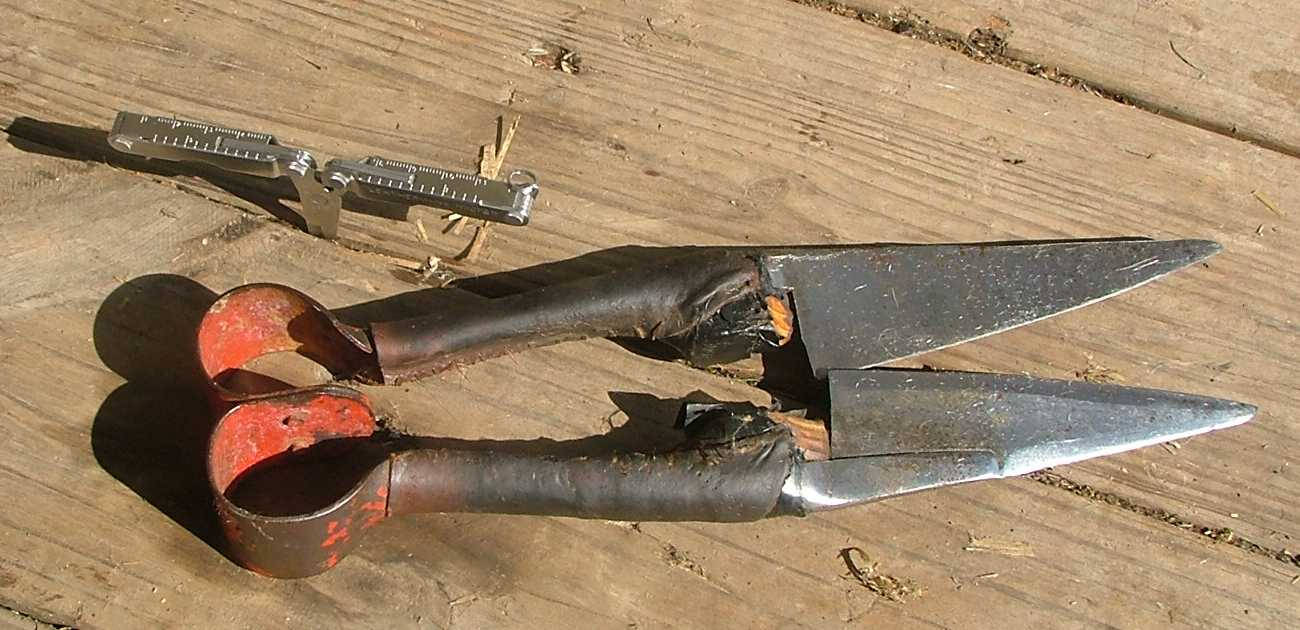
Cuchilla de hoja

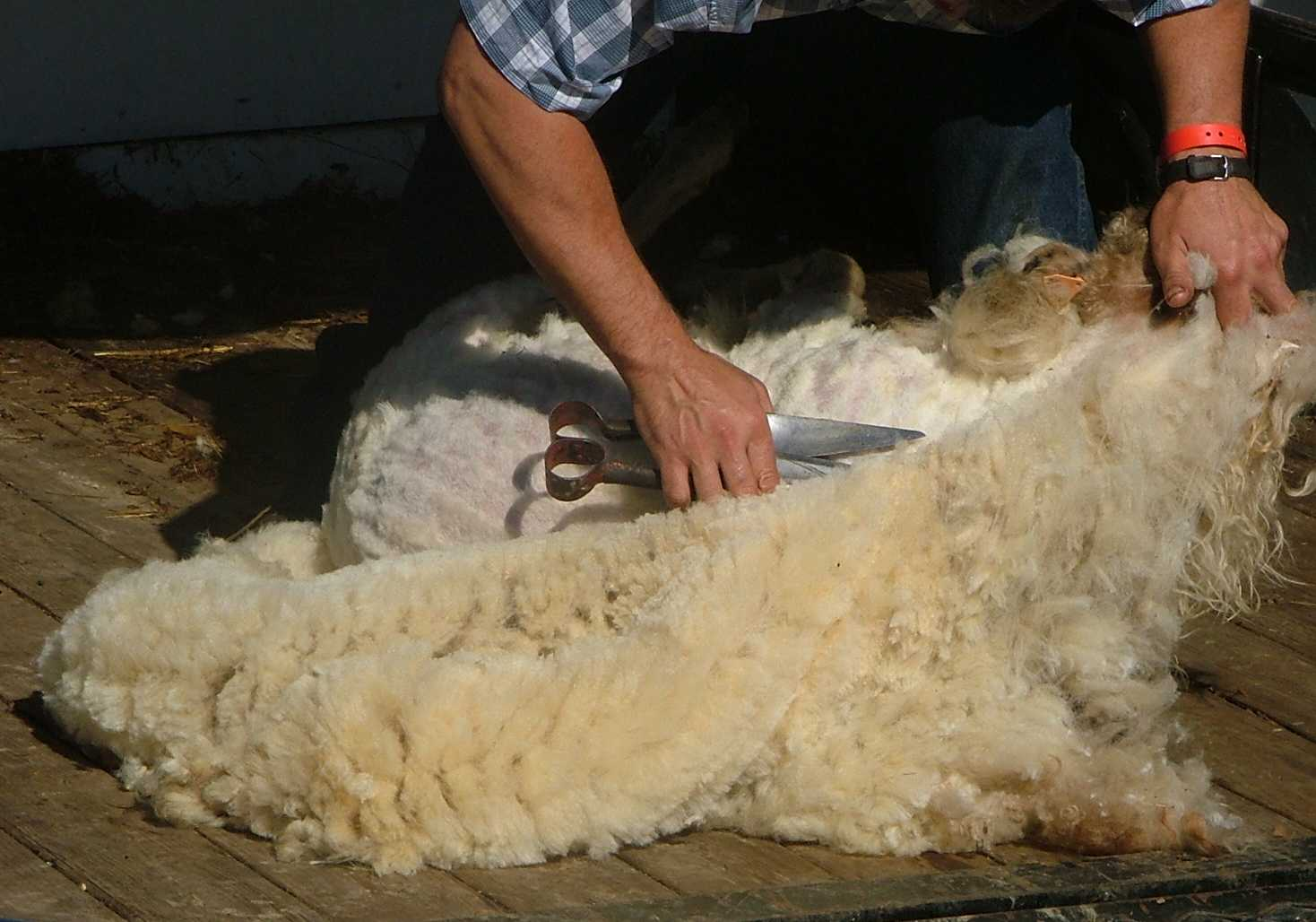
Demostración de corte de cuchillas en la Feria de lana y oveja de Nueva York

Cualquiera que sea el dispositivo que se utilice, los esquiladores deben tener cuidado de mantenerlo limpio para evitar la propagación de enfermedades entre una parvada.
La esquila con cuchillas ha resurgido recientemente en Australia y el Reino Unido, pero principalmente para la esquila deportiva más que para la comercial. Algunas competiciones han atraído a casi 30 competidores e incluso se han creado espectáculos solo para que compitan los esquiladores de cuchillas.

### Tijeras de hoja
Las cuchillas de hoja constan de dos cuchillas dispuestas de manera similar a las tijeras, excepto que la bisagra está en el extremo más alejado de la punta (no en el medio). Los bordes cortantes se cruzan cuando el esquilador los aprieta y corta la lana cerca de la piel del animal. Las cuchillas de hoja todavía se utilizan hoy en día, pero de una manera más limitada. Las cizallas de hoja dejan algo de lana en una oveja y esto es más adecuado para climas fríos como las tierras altas de Canterbury en la Isla Sur de Nueva Zelanda, donde aproximadamente medio millón de ovejas todavía son esquiladas con cuchillas de hoja cada año. Para aquellas áreas donde no se dispone de maquinaria motorizada, las cuchillas de hoja son la única opción. En Australia, las cuchillas se utilizan más comúnmente para esquilar carneros.

### Máquina esquiladora
Las máquinas esuiladoras, funcionan de manera similar a las cortadoras de cabello humano en el sentido de que una cuchilla dentada accionada por motor, conocida como cortadora, se mueve hacia adelante y hacia atrás sobre la superficie de un peine y la lana se corta del animal. Las cuchillas originales de la máquina estaban accionadas por una manivela fija unida a la pieza de mano por un eje con solo dos juntas universales, lo que permitía un rango de movimiento muy limitado. Los modelos posteriores tienen más articulaciones para permitir un posicionamiento más fácil de la pieza de mano en el animal. Los motores eléctricos en cada soporte generalmente han reemplazado el engranaje aéreo para accionar las piezas de mano. El brazo articulado se reemplaza en muchos casos por un eje flexible. Los motores más pequeños permitieron la producción de máquinas en las que el motor está en la pieza de mano; por lo general, los esquiladores profesionales no los utilizan, ya que el peso del motor y el calor generado por él se vuelven molestos con el uso prolongado.

## Bienestar de los animales
Las organizaciones de bienestar animal han expresado su preocupación por el abuso de las ovejas durante la esquila y han abogado en contra de la venta y compra de productos de lana. A los esquiladores de ovejas se les paga por el número de ovejas esquiladas, no por hora, y no hay requisitos de capacitación o acreditación formal. Por ello se alega que se prioriza la rapidez sobre la precisión y el cuidado del animal.
En 2013, un esquilador anónimo denunció casos de maltrato animal por parte de los trabajadores, una acusación a la que un representante del Sindicato de Trabajadores de Australia añadió que había sido testigo de que "los esquiladores arrancan los ojos y rompen las mandíbulas de las ovejas". Australian Wool Innovation insistió en que el bienestar animal era una prioridad entre los esquiladores. Al año siguiente, la RSPCA comenzó una investigación por crueldad tras la publicación de imágenes de video que, según PETA, fueron tomadas en más de una docena de cobertizos de esquila en Nueva Gales del Sur, Victoria y Australia del Sur. The Guardian informó que el video mostraba, "ovejas siendo manipuladas con brusquedad, golpeadas en la cara y estampadas. Una oveja fue golpeada con un martillo mientras que otra mostraba un corte profundo cosido toscamente". La Asociación de Contratistas de Esquila de Australia "aplaudió" la investigación, y el presidente de Wool Producers Australia, Geoff Fisken, dijo que el comportamiento que se muestra en el video era "inaceptable e insoportable", pero que "estamos seguros de que no retrata a la mayoría del 99.9% de los esquiladores de lana y esos esquiladores también estarían horrorizados". Fuentes anónimas han publicado material e imágenes más recientes de trabajadores australianos que abusan de las ovejas, algunas de las cuales se incluyeron en Dominion, un documental australiano reciente sobre abusos en las granjas de animales. La Asociación de Contratistas de Esquila de Australia no ha hecho ningún comentario al respecto.

## Esquila en la cultura
Una cultura ha evolucionado a partir de la práctica de la esquila de ovejas, especialmente en Australia y Nueva Zelanda poscoloniales. La fiesta de la esquila de ovejas es el escenario del Acto IV de Cuento de invierno de Shakespeare. Thomas Tusser ofrece versos doggerel para la ocasión:

Esposa haznos una cena, carne sobrante ni corne,

Prepara obleas y tortas, porque nuestra oveja debe ser corta,

A los vecinos esquiladores de ovejas no se les pide otra cosa,

pero buen ánimo y bienvenida, como vecinos a tener"

### En Australia

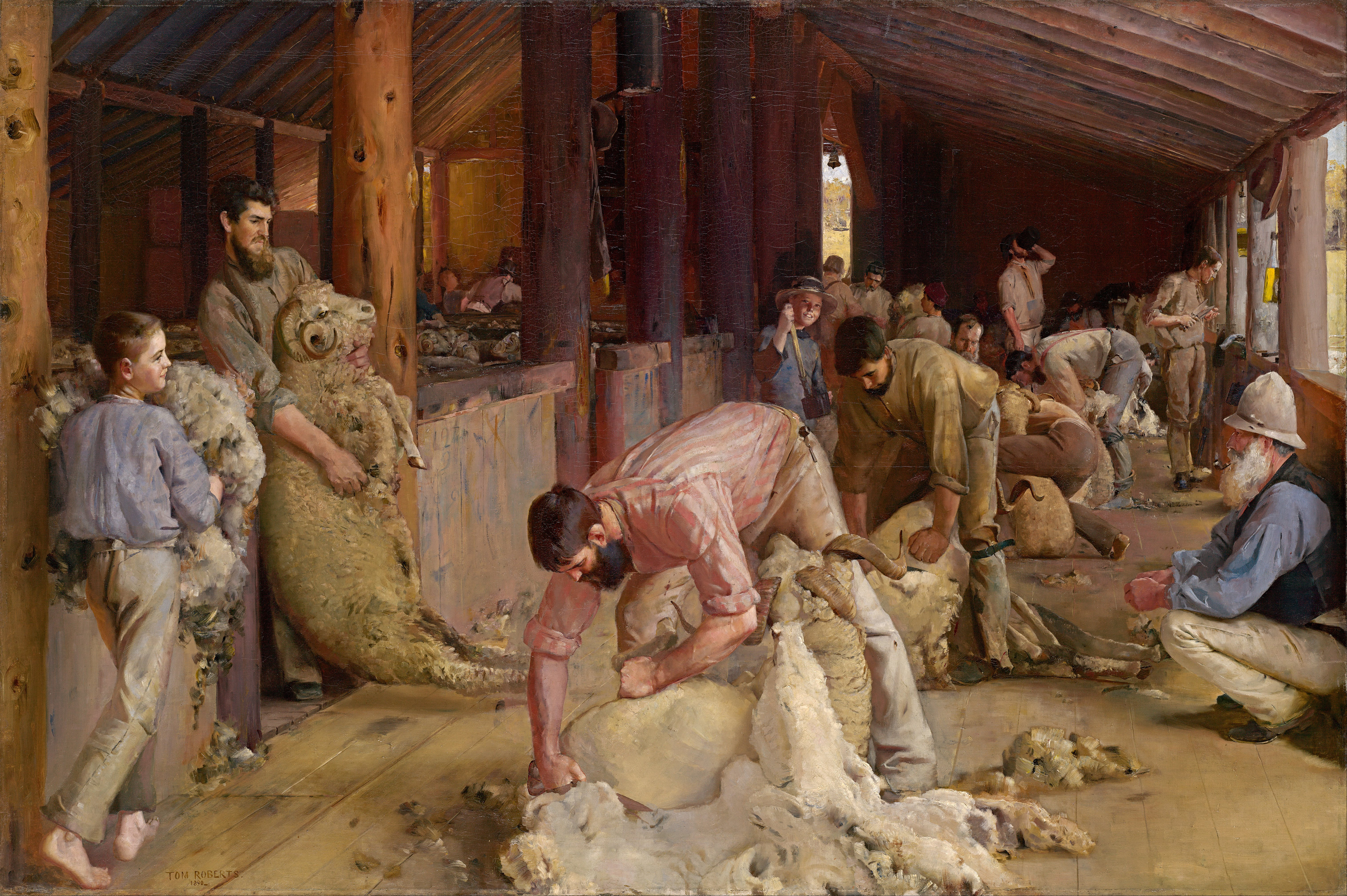
Shearing the Rams de Tom Roberts, 1890

Shearing the Rams, una pintura del pintor australiano Tom Roberts es como un ícono para la cultura ganadera o la "vida en la tierra" en Australia. Fue parodiado en Ramming the Shears de Michael Leunig. La expresión de que la riqueza de Australia cabalgó sobre el lomo de las ovejas en partes del siglo XX ya no tiene la validez que alguna vez tuvo.
En 2001, Mandy Francis de Hardy's Bay, Australia, construyó un asiento blackbutt para el Proyecto de Mobiliario Urbano en Walcha, NSW, Australia. Este asiento se inspiró en los peines, cortadores, mesas de lana y rejillas asociadas a la artesanía e industria de la esquila.
Durante el fin de semana largo de Australia en junio de 2010, 111 esquiladores con máquinas de esquilar y 78 esquiladores con cuchillas esquilaron 6000 ovejas merino y 178 carneros en la histórica estación de 72 puestos de North Tuppal. Junto a los esquiladores participaron 107 manipuladores de lanas y encintadores y más de 10000 visitantes para presenciar este evento en el galpón restaurado. Durante este fin de semana, la escena Esquilando a los carneros de Tom Robert se representó dos veces para los visitantes.
Muchas estaciones en Australia ya no transportan ovejas debido a los precios más bajos de la lana, la sequía y otros desastres, pero sus cobertizos de esquila permanecen, en una amplia variedad de materiales y estilos, y han sido objeto de libros y documentación para las autoridades del patrimonio. Algunos agricultores se muestran reacios a retirar el equipo o los cobertizos, y muchos cobertizos no utilizados permanecen intactos.

### Concursos
Los concursos de esquila de ovejas y manejo de lana se llevan a cabo regularmente en partes del mundo, particularmente en Irlanda, Reino Unido, Sudáfrica, Nueva Zelanda y Australia. Como la esquila de ovejas es una tarea ardua, las esquiladoras rápidas, para todo tipo de equipo y ovejas, suelen estar muy en forma y bien entrenados. En Gales, un concurso de esquila de ovejas es uno de los eventos del Royal Welsh Show, el principal espectáculo agrícola del país que se celebra cerca de Builth Wells.
El concurso de esquila de ovejas y manipulación de lana más grande del mundo, Golden Shears, se lleva a cabo en el distrito de Wairarapa, Nueva Zelanda.
Los Campeonatos del Mundo de esquila se organizan en diferentes países cada 2-3 años y ocho países han sido sede del evento. El primer Campeonato del Mundo se llevó a cabo en el recinto ferial de Bath & West, Inglaterra, en 1977, y el primer ganador de Machine-Shearing fue Roger Cox de Nueva Zelanda. Otros países que han acogido los Campeonatos del Mundo de esquila de ovejas han sido Nueva Zelanda (3 veces), Inglaterra (3 veces), Australia (2 veces), Gales, Irlanda, Escocia, Sudáfrica y Noruega. De los 13 campeonatos del mundo, Nueva Zelanda ha ganado el concurso de máquinas por equipos 10 veces, y el famoso esquilador de ovejas de Nueva Zelanda David Fagan ha sido Campeón del Mundo un récord de 5 veces.
En octubre de 2008, el evento se celebró en Noruega. Fue la primera vez que el evento fue organizado por un país de habla no inglesa. El recién coronado campeón mundial de cizalla mecánica es Paul Avery de Nueva Zelanda. Nueva Zelanda también ganó el evento por equipos, y la tradicional campeona mundial de cizallas es Ziewilelle Hans de Sudáfrica. Un récord de 29 países compitieron en el evento de 2008. El próximo Campeonato del Mundo se celebrará en Francia en julio de 2019.
World Blade Shearing ha estado dominado por esquiladores sudafricanos y de Lesoto, la esquila a máquina de lana fina ha estado dominada por esquiladores australianos y Nueva Zelanda domina la esquila a máquina de Strong Wool.